# Bahia Fantástica
| Críticas profissionais | Críticas profissionais |
| Avaliações da crítica  | Avaliações da crítica  |
| Fonte                  | Avaliação              |
| ---------------------- | ---------------------- |
| Estadão                | [ 1 ]                  |
| Folha de S. Paulo      | [ 2 ]                  |

Bahia Fantástica é o segundo álbum de estúdio do cantor, compositor e instrumentista brasileiro Rodrigo Campos. O álbum foi lançado no dia 31 de maio de 2012 pelo selo YB Music no iTunes e em CD. No dia 10 de novembro de 2012, o álbum ganhou o formato também em disco de vinil. Com o lançamento do álbum, Rodrigo Campos ganhou até uma nota no The New York Times, o jornal mais importante de Nova Iorque , e foi reconhecido como um dos cantores mais importantes da cidade de São Paulo de sua geração.

## Antecedentes
Ao inverso de seu primeiro trabalho em carreira solo São Mateus Nem É Um Lugar Assim Tão Longe, de 2009, álbum este que narra as experiências de Rodrigo vividas durante sua infância e juventude no bairro periférico de São Paulo, no álbum o cantor retratou morte de amigos, a sinuca da quarta-feira, etc. Mesmo assim, o distanciamento foi importante, pois só depiis que se mudou para Pinheiros que as composições começaram a brotar.
| “ | Eu já tinha saído de São Mateus, mas a sensação ainda era muito viva porque eu compus essas músicas no primeiro momento que eu saí de lá. Comecei um processo de lidar com aquela saudade, com aquela distância. Eu estava tirando São Mateus de dentro de mim" | ” |

Sem família, sem namorada e tampouco amigos mais próximos, Rodrigo conta o que sucedeu o lançamento de seu primeiro disco foi uma certa depressão criativa.
| “ | Eu percebi que ainda saía coisas sobre São Mateus, mas de um jeito mais subjetivo. Eu não queria mais falar da periferia de um jeito tão cronológico. Só que eu não sabia que isso era um disco ainda, eu só estava compondo e tal. E aí fui para a Bahia | ” |

Sua viagem para Bahia foi coisa rápida, uma semana e meia. Foi o suficiente para interferir profundamente no processo criativo de Rodrigo.
| “ | Sempre tive preconceito com isso. Minha atitude como músico sempre foi aproximar aquele som que eu gosto do meu cotidiano. Às vezes eu via esse movimento de sambistas que moravam em São Mateus falando da Lapa, de não sei da onde.. '´Porra, os caras moram aqui e ficam falando da Lapa'. E de repente me vi falando da Bahia | ” |

## O álbum
Em "São Mateus Não É Um Lugar Assim Tão Longe", Rodrigo tratava de personagens nas suas canções. Em seu segundo álbum, o cantor parte dos mesmos princípios, os personagens mais uma vez são o fio condutos do álbum... Transitam em cenário determinado, a Bahia, que o autor mal conhece, mas onde passou seis meses compondo depois de uma separação amorosa;
No álbum ainda Rodrigo conta com participações de Criolo, Luisa Maita, Thiago França, Juçara Marçal, Guilherme Heldo e outros ótimos nomes da cena paulistana.
Os violões dividem espaço com guitarras, sopros psicodélicos com influências de jazz, pop e rock.

## Faixas
| Edição padrão |                                      |                |         |  |
| N.º           | Título                               | Compositor(es) | Duração |  |
| 1.            | "Cinco Doces"                        | Rodrigo Campos | 02:26   |  |
| 2.            | "Princesas do Mar"                   | Rodrigo Campos | 03:00   |  |
| 3.            | "Ribeirão" (feat. Criolo)            | Rodrigo Campos | 03:40   |  |
| 4.            | "Beco"                               | Rodrigo Campos | 03:44   |  |
| 5.            | "Morte na Bahia" (feat. Luiza Maita) | Rodrigo Campos | 01:47   |  |
| 6.            | "Sete Vela"                          | Rodrigo Campos | 04:31   |  |
| 7.            | "Aninha"                             | Rodrigo Campos | 02:48   |  |
| 8.            | "Jardim Japão" (feat. Juçara Marçal) | Rodrigo Campos | 04:57   |  |
| 9.            | "General Geral"                      | Rodrigo Campos | 07:11   |  |
| 10.           | "Elias"                              | Rodrigo Campos | 04:22   |  |
| 11.           | "Capitão"                            | Rodrigo Campos | 01:47   |  |
| 12.           | "Sou de Salvador"                    | Rodrigo Campos | 02:57   |  |